# Fünfseen
Fünfseen – gmina w Niemczech, w kraju związkowym Meklemburgia-Pomorze Przednie, w powiecie Mecklenburgische Seenplatte, wchodzi w skład Związku Gmin Malchow.